# منطق موجهات
منطق موجهات (به انگلیسی: Modal logic) که نوعی منطق صوری است که ابتدا در دهۀ ۶۰ میلادی گسترش یافت، منطق گزاره‌ها و منطق محمولات را به گونه‌ای گسترش می‌دهد که شامل عملگرهایی برای بیان وجهیت باشند. یک موجهه - واژه‌ای برای تبیین وجهیت - جهت دهندهٔ یک اظهار است. برای مثال اظهار «جان خوشحال است» می‌تواند اینطور تعبیر شود که جان معمولاً خوشحال است؛ در آن صورت، عبارت «معمولاً» به عنوان یک موجهه عمل می‌کند. موجهات آلِتیکِ سنتی یا موجهات صدق، شامل امکان («امکاناً {\displaystyle p}»، «این امکان وجود دارد که {\displaystyle p}»)، ضرورت («ضرورتاً {\displaystyle p}»، «واجب است که {\displaystyle p}») و عدم امکان («به‌طرزی غیرممکن، {\displaystyle p}» «غیر ممکن است که {\displaystyle p}») هستند. دیگر وجهیاتی که در منطق موجهات صوری‌سازی شده‌اند، از جمله می‌توان به موجهات زمانی (به‌ویژه «این طور بود که {\displaystyle p}»، «همواره این بوده‌است که {\displaystyle p}»، «این خواهد بود که {\displaystyle p}»، «همیشه اینگونه خواهد بود که {\displaystyle p}") موجهات دیانتیک یا منطق موجهات فقهی (به‌طور خاص، «واجب است که {\displaystyle p}» و «مجاز است که {\displaystyle p}»)، موجهات معرفتی یا موجهات دانش («اینگونه شناخته شده‌است که {\displaystyle p}") و موجهات دوکزاتیک یا موجهات باورپذیری («باور بر این است که {\displaystyle p}») اشاره کرد.
یک منطق موجهات صوری، وجهیات را با استفاده از عملگرهای وجهی نمایش می‌دهد. برای نمونه «ممکن است امروز باران بیاید» و «این امکان هست که امروز باران بیاید» هر دو حاوی مفهوم امکان هستند. در منطق موجهات این مسئله به عنوان یک عملگر، یعنی «امکاناً»، به جملهٔ «امروز باران خواهد بارید» متصل می‌شود.
عملگرهای وجهی مقدماتی یگانی، معمولاً با مربع «{\displaystyle \Box }» برای «ضرورتاً» و لوزی «{\displaystyle \Diamond }» برای «امکاناً» نوشته می‌شوند. در یک منطق موجهات کلاسیک، هر کدام از این‌ها می‌تواند با استفاده از دیگری و به کمک عمل نقیض بازنویسی شود:
{\displaystyle \Diamond P\leftrightarrow \lnot \Box \lnot P;}
{\displaystyle \Box P\leftrightarrow \lnot \Diamond \lnot P.}
بنابراین «ممکن است که امروز باران بیاید اگر و تنها اگر ضروری نباشد که امروز باران نیاید»؛ و «ضروری است که امروز باران بیاید اگر و تنها اگر ممکن نباشد که امروز باران نیاید». نمادهای جایگزین مورد استفاده برای عملگرهای وجهی، «L» برای «ضرورتاً» و «M» برای «امکاناً» است.

## معناشناسی

### نظریۀ مدل
معناشناسی منطق موجهات معمولاً به‌صورت زیر داده می‌شوند: ابتدا یک قاب را تعریف می‌کنیم که متشکل از یک مجموعۀ ناتهی G است که اعضای آن عموماً جهان‌های ممکن نامیده می‌شوند، و یک رابطۀ دوتایی R که بین جهان‌هایی از G برقرار است (یا نیست). این رابطۀ دوتایی را رابطۀ دسترس‌پذیری گویند. برای مثال w R u بدان معنی است که جهان u از جهان w دسترس‌پذیر است. به عبارتی، وضعیت اموری که به عنوان  u می‌شناسیم، یک امکان زنده برای w است. این یک زوج {\displaystyle \langle G,R\rangle } برخی از طرز نمایش‌ها از منطق موجهات، دارای یک ثابتِ در G موسوم به «جهان واقع» نیز هستند است که اغلب با نماد {\displaystyle w*} نشان داده می‌شود.
سپس با مشخص کردن ارزش صدق همۀ گزاره‌ها در هر یک از جهان‌های  G، قاب را به یک مدل تعمیم می‌دهند. این کار را با تعریف یک رابطۀ  v بین جهان‌های ممکن و گزاره‌های مثبت انجام می‌دهیم. اگر یک جهان  w موجود باشد که چنین است که {\displaystyle v(w,P)}، در آن صورت، P در w درست است. یک مدل، بنابراین یک سه‌تایی مرتب {\displaystyle \langle G,R,v\rangle } است.
سپس صدق یک فرمول در یک جهان از مدل را به نحوی بازگشتی و به‌صورت زیر تعریف می‌کنیم.
- اگر {\displaystyle v(w,P)} آنگاه {\displaystyle w\models P}
- {\displaystyle w\models \neg P} اگر و تنها اگر {\displaystyle w\not \models P}
- {\displaystyle w\models (P\wedge Q)} اگر و تنها اگر {\displaystyle w\models P} و {\displaystyle w\models Q}
- {\displaystyle w\models \Box P} اگر و تنها اگر برای یک عنصر u از G، اگر w R u آنگاه {\displaystyle u\models P}
- {\displaystyle w\models \Diamond P} اگر و تنها اگر برای یک عنصر u از G،اینطور باشد که w R u و {\displaystyle u\models P}
- {\displaystyle \models P} اگر و تنها اگر {\displaystyle w*\models P}

بر طبق این معناشناسی، یک حقیقت نسبت به یک جهان ممکن w ضروریست، اگر در هر جهان که از سوی w در دسترس است، برقرار باشد؛ و ممکن است، اگر در یک جهان که از w در دسترس است، برقرار باشد. امکان، در نتیجه بستگی به رابطه دسترس‌پذیری R دارد که به ما اجازه می‌دهد طبیعت نسبیِ امکان را تببین کنیم. برای مثال ما ممکن است بگوییم که با توجه به قوانین فیزیک، ممکن نیست انسان با سرعتی بیشتر از سرعت نور سفر کند، اما اگر شرایط دیگری حاکم بود، شاید چنین چیزی ممکن می‌شد. با استفاده از رابطه دسترس‌پذیری، می‌توان این سناریو را به شرح زیر ترجمه کرد: در تمامی جهان‌های قابل دسترس از جهان ما، چنین نیست که انسان‌ها بتوانند سریعتر از سرعت نور حرکت کنند، اما جهان قابل دسترس دیگری، از آن جهان‌ها قابل دسترس است که از جهانِ خود ما در دسترس نیست، اما در آن، انسان‌ها می‌توانند با سرعت بیش از نور حرکت کنند.
همچنین باید توجه کرد که تعریف □ باعث می‌شود برخی جملات به طرز پوچی درست باشند؛ چرا که وقتی از «هر جهانی که در دسترس w است» صحبت می‌کند، تعبیر ریاضیاتی واژه «هر» را تضمینی می‌گیرد. (نگاه کنید به درستی پوچ). از این رو اگر جهان w به هیچ جهان دیگری دسترسی نداشته باشد، هر جمله آغاز شونده با □ درست است.
سیستم‌های مختلف منطق موجهات، به واسطه ویژگی‌های روابط دسترسی پذیری متناظرشان از هم متمایز می‌شوند. چندین سیستم مطرح شده‌اند (اغلب به نام شرایط قاب). یک رابطه دسترسی پذیری:
- بازتابی است اگر و تنها اگر w R wبرای هر w در G.
- متقارن است اگر و تنها اگر w R u نتیجه دهد u R w برای هر w و u در G.
- متعدی است اگر و تنها اگر w R u و u R q با همدیگر نتیجه دهند w R q برای هر w, R, q در G.
- سری است اگر و تنها اگر برای هر w در G وجود داشته باشد یک u در G به‌طوری‌که w R u.
- اقلیدسی است اگر و تنها اگر برای هر t ،u و w، اینکه w R u و w R t نتیجه دهد u R t (توجه داشته باشید که این همچنین نتیجه می‌دهد: t R u)

منطق‌هایی که از این شرایط قاب‌ها منجر می‌شوند، عبارتند از:
- K := بدون شرط
- D := سری
- T := بازتابی
- S4 := بازتابی و متعدی
- S5 := بازتابی و اقلیدسی

خاصیت اقلیدسی به همراه بازتابی، تقارنی و تعدی را نتیجه می‌دهند. (همچنین خاصیت اقلیدسی می‌تواند از تقارنی و تعدی بدست آید) از این رو اگر رابطه دسترسی پذیری R بازتابی و اقلیدسی باشد، ثابت می‌شود که R متقارن و متعدی نیز هست؛ لذا برای مدل‌های S5، رابطه R یک رابطه هم‌ارزی است؛ چرا که R بازتابی، متقارن و متعدی است.
می‌توان ثابت کرد که این قاب همان مجموعه از جملات معتبر را اثبات می‌کند که قابهایی که در آنها، همه جهان‌ها، دیگر جهان‌های W را می‌بینند (یعنی، R یک رابطه «تام» است) است. این، گراف وجهی را بدست می‌دهد که تماماً کامل است (یعنی یال (روابط) بیشتری نمی‌تواند اضافه شود). برای مثال در هر منطق موجهات مبتنی بر شرایط قاب:
{\displaystyle w\models \Diamond P} اگر و تنها اگر برای عنصری چون u از G، اینگونه باشد که {\displaystyle u\models P} و w R u.
اگر قاب مبتنی بر رابطه تام را در نظر بگیریم، تنها می‌توان گفت
{\displaystyle w\models \Diamond P} اگر و تنها اگر برای از عنصری چون u از G، اینگونه باشد که {\displaystyle u\models P}.
می‌توانیم بند دسترسی پذیری را از شرط دومی نادیده بگیریم چون در چنین قاب‌های تامی، برای هر w و u ای بدیهیست که w R u. اما توجه داشته باشید که این در مورد همه قاب‌های S5 برقرار نیست، چرا که می‌توانند شامل چند بخش باشند که به‌طور کامل با هم در ارتباطند، اما با این حال از یکدیگر مجزا هستند.
همه این سیستم‌های منطقی را می‌تواند به صورت اصل موضوعی تعریف کرد، آنگونه که در بخش بعدی نشان داده شده. برای نمونه، در S5 اصول موضوعه {\displaystyle P\implies \Box \Diamond P}, {\displaystyle \Box P\implies \Box \Box P} و {\displaystyle \Box P\implies P} (متناظر با تقارنی، تعدی و بازتابی) برقرارند، در حالی که حداقل یکی از این اصول موضوعه در هر یک از دیگر منطقهای ضعیف تر برقرار نیست.

### سیستم‌های اصل موضوعه‌ای
نخستین صوری سازی‌ها از منطق موجهات، اصل موضوعه‌ای بودند. از زمانی که سی. آی. لویس در سال ۱۹۱۰ بر روی این زمینه شروع به کار کرد، جایگزین‌های متعدد با خواص بسیار متفاوتی ارائه شده‌است. هیوز و کرسول (۱۹۹۶) به عنوان مثال، ۴۲ منطق موجهات نرمال و ۲۵ مورد غیر نرمال را توصیف می‌کنند. زیمان (۱۹۷۳) برخی از سیستم‌هایی را که هیوز و کرسوِل به آن‌ها نپرداخته‌اند را مطرح می‌کند.
نگرش‌های مدرن از منطق موجهات با افزودن دو عملگر منفرد به حساب گزاره‌ها آغاز می‌شود، یکی دال بر «ضرورت» و دیگر بر «امکان» است. نمادگذاری لویس، که از آن زمان بسیار به کار می‌رود، توسط یک پیشوند «جعبه» (p□) که محدوده اش با پرانتز مشخص شده‌است، به «ضرورتاً p» اشاره می‌شود. به همین ترتیب، یک «الماس» (یا دیاموند) پیشوندیِ (p◇)، نشان دهنده «امکاناً p» است. بدون در نظر گرفتن نماد، هر یک از این اپراتورها در منطق موجهات کلاسیک در غالب دیگری تعریف پذیر است:
- p□ (ضرورتاً p) معادل است با ¬◇¬p («ممکن نیست که p برقرار نباشد»)
- p◇(امکاناً p) معادل است با ¬□¬p («نه ضرورتاً نقیض p»)

از این رو □ و ◇ یک جفت اپراتورهای دوگان را تشکیل می‌دهند.
در بسیاری از منطق‌های موجهات، اپراتورهای ضرورت و امکان مشابه زیر از قوانین دمورگان در جبر بولی را ارضاء می‌کنند:
«ضروری نیست که X» از نظر منطقی با «ممکن است که نقیض X» هم‌ارز است.
«ممکن نیست که X» از نظر منطقی با «ضروریست که نقیض X» هم‌ارز است.
اینکه دقیقاً چه اصول موضوعه و قواعدی باید به حساب گزاره‌ها اضافه شود تا یک سامانه به دردبخور از منطق موجهات داشته باشیم، بحثی فلسفیست که اغلب بر اساس قضایایی که افراد مایلند ثابت کنند، برانگیخته می‌شود؛ یا در علوم کامپیوتر، وابسته به نوع محاسبات یا سیستم استنتاجی ایست که افراد مایلند مدل‌سازی کنند. بسیاری از منطقهای وجهی، که مجموعاً تحت عنوان منطقهای وجهی نرمال شناخته می‌شوند، شامل قاعده و اصل زیر هستند:
- N، قاعده ضرورت: اگر p یک قضیه (از هر سیستم استنادکننده به N) باشد، آنگاه p□ نیز مشابهاً یک قضیه است.
- K، اصل توزیع: □(p → q) → (□p → □q).

ضعیف‌ترین منطق موجهات نرمال، که به افتخار سول کریپکی (به انگلیسی: Saul Kripke) به K نامگذاری شده است، به بیانی ساده، همان منطق گزاره‌ای بعلاوهٔ □، قاعده N و اصل K است. K ضعیف است، به این معنی که قادر به تشخیص اینکه آیا یک گزاره ضروریست است یا وجهاً ضروری، نیست. در واقع، اینکه اگر p□ درست باشد آنگاه p□□ درست است، یک قضیه در K نیست؛ یعنی اینکه حقایق ضروری «الزاماً ضروری»اند. اگر چنین سرگشتی‌هایی خیالات و ساختگی اند، این نقصِ K نقصی بزرگ نیست. در هر صورت پاسخ‌های متفاوت به اینگونه سوالات، منجر به سیستم‌های مختلف از منطق می‌گردند.
اضافه کردن اصول موضوعه به K، منجر به دیگر سیستم‌های وجهی معروف می‌گردند. در K نمی‌توان ثابت کرد که اگر گزاره «p ضروری است» صادق باشد، آنگاه p صادق است. اصل T برای درمان این نقص ارائه شده‌است:
- T، اصل بازتابی: □p → p (اگر p ضروری باشد، آنگاه p برقرار است)

T در اکثر، و نه همهٔ منطقهای وجهی برقرار است. منبع Zeman (1973) چند مورد استثنا مانند S10 را توصیف می‌کند.
دیگر اصول موضوعه مقدماتی معروف، عبارتند از:
- 4: {\displaystyle \Box p\to \Box \Box p}
- B: {\displaystyle p\to \Box \Diamond p}
- D: {\displaystyle \Box p\to \Diamond p}
- 5: {\displaystyle \Diamond p\to \Box \Diamond p}

این‌ها منجر به سیستم‌هایی می‌شوند (اصول موضوعه، پر رنگ (bold) شده‌اند و سیستم‌ها کج نوشته شده‌اند (italic):
- K := K + N
- T := K + T
- S4 := T + 4
- S5 := S4 + 5
- D := K + D.

K تا S5، سلسله‌ای تو در تو از سیستم‌ها را می‌سازند که هستهٔ منطقهای وجهی نرمال را تشکیل می‌دهند. اما قوانین یا مجموعه‌ای از قوانین خاص ممکن است مناسب سیستم‌های خاص باشند. برای مثال در منطق فقه، {\displaystyle \Box p\to \Diamond p} (اگر واجب است که p، در آنصورت مجاز است که p) مناسب به نظر می‌رسد، اما احتمالاً نباید {\displaystyle p\to \Box \Diamond p} را در آن گنجاند. در واقع، انجام این کار یعنی مرتکب شدن به مغالطه طبیعت (یعنی بیان اینکه آنچه طبیعیست، خوب هم هست؛ با گفتن اینکه که اگر p درست است p باید مجاز باشد).
سیستمِ فعلاً مورد استفادهٔ S5، به بیانی ساده، همه حقایق وجهی را ضروری می‌داند. برای مثال اگر p ممکن باشد، در آنصورت «ضروریست» که ممکن باشد. همچنین اگر p ضروری باشد، ضروریست که p ضروری باشد. دیگر سیستم‌های منطق موجهات نیز فرموله شده‌اند؛ جزئاً به این خاطر که S5 همهٔ وجهیات مورد علاقه را توصیف نمی‌کند.

### نظریه اثبات ساختاری
حساب دنباله‌ای و سیستم‌های استنتاج طبیعی، برای چندین منطق موجهات توسعه یافته‌اند، اما ثابت شده که ترکیب جامعیت و دیگر ویژگی‌های خوب مورد انتظار از نظریات اثبات ساختاری مانند خلوص (اینکه نظریه اثبات، مفاهیمی فرا-منطقی مانند برچسب‌ها را تولید نکند) و تحلیلی بودن (اینکه قواعد منطقی، یک اثبات تحلیلی شفاف را حمایت کنند)، دشوار است. برای بدست آوردن جامعیت، حساب پیچیده تری بر روی منطق موجهات به کار گرفته شده‌است.

### روش‌های تصمیم‌گیری
تابلو تحلیلی، محبوب‌ترین روش تصمیم را برای منطقهای وجهی فراهم می‌کنند.

## مناقشات
نیکولاس رشر استدلال کرده که برتراند راسل، منطق موجهات را رد کرده و این امر، برای چند دهه منجر به بی اشتیاقی به تئوری منطق موجهات شده‌است. اما ژان دژنوسکا خلاف این دیدگاه را باور دارد، که می‌گوید یک سیستم موجهاتی که دژنوسکا آن را MDL می‌نامد، در کارهای راسل شرح داده شده‌است؛ هر چند راسل بر این باور بود که مفهوم وجهیت از «خلط بین گزاره‌ها و گزاره‌نماها» می‌آیند، آنگونه که او در تحلیل موضوع می‌نویسد.
آرتور نورمن پرایور به دست پرورده‌اش روث بارکن هشدار داد که خود را برای مناظرات با ویلارد ون اورمان کواین در مورد منطق موجهات دارای سور آماده کند، با توجه به تعصباتی که وی در برابر منطق موجهات داشت.

## یادداشت
1. ↑  "Formal Logic", by A. N. Prior, Oxford Univ.
2. ↑  "Temporal Logic", by Rescher and Urquhart, Springer-Verlag, 1971, p. 52
3. ↑  "Past, Present and Future", by A. N. Prior, Oxford Univ.
4. ↑  "Knowledge and Belief", by Jaakko Hinntikka, Cornell Univ.
5. ↑  "Topics in Philosophical Logic", by N. Rescher, Humanities Press, 1968, p. 41
6. ↑  So in the standard work A New Introduction to Modal Logic, by G. E. Hughes and M. J. Cresswell, Routledge, 1996, passim.
7. ↑  Fitting and Mendelsohn.
8. ↑  Rescher, Nicholas (1979). "Russell and Modal Logic".  In George W. Roberts (ed.). Bertrand Russell Memorial Volume. London: George Allen and Unwin. p. 146.
9. ↑  Dejnozka, Jan (1990). "Ontological Foundations of Russell's Theory of Modality" (PDF). Erkenntnis. 32: 383–418. doi:10.1007/bf00216469. Retrieved 2012-10-22.
10. ↑  "Modalities: Philosophical Essays", by Ruth Barcan Marcus, Oxford Univ.